# Poecilochroa incompta
Poecilochroa incompta är en spindelart som först beskrevs av Pietro Pavesi 1880.  Poecilochroa incompta ingår i släktet Poecilochroa och familjen plattbuksspindlar.
Artens utbredningsområde är Tunisien. Inga underarter finns listade i Catalogue of Life.